# Passat
 Denne artikel omhandler Passatvind. Opslagsordet har også en anden betydning, se Passat (flertydig).
Passat, passatvinde, Passatbæltet eller passatvindsbæltet er en betegnelse for de vinde der optræder mellem ækvator og de subtropiske højtryksbælter (mellem 30° n.br. og 30° s.br.). Vinden varierer i styrke, og er kraftigst om vinteren på grund af arktisk oscillation.

## Virkningsmekanismer

### Atmosfærisk cirkulation
Omkring ækvator findes Hadley-celler, der er en tropisk atmosfærisk cirkulation. Hadley-cellen er en betegnelse for den luftcirkulation der er mellem de subtopiske og den intertropiske konvergenszone(r). Den intertropiske konvergenszone (ITCZ), der er området ved termisk ækvator mellem Hadley-cellerne kaldes også doldrum (dødvande), da dette område er særligt kendt for at være vindstille.
Ved ækvator er koncentrationen af solens stråler størst. Solenergien opvarmer luften, hvilket medfører at luften får en lavere densitet.
Den lettere luft stiger ved opdrift op til tropopausen, hvorfra den bevæger sig mod de subtropiske breddegrader, hvor den nedkøles og daler ned igen. Denne bevægelse er skabt af det lavtryk der skabes, når den varme luft stiger op, hvilket resulterer i en luftstrøm nær vand- eller jordoverfladen. På denne måde opstår der en cirkulær bevægelse i luften, heraf atmosfærisk cirkulation.

### Corioliseffekten
På grund af jordens rotation afbøjes passatvinden. Dette sker, da jordoverfladen roterer hurtigst ved ækvator, og tilbagelægger dermed en længere distance på samme tid som højere breddegrader. Dette medfører på den nordlige halvkugle en nord-østlig vind og en sydøstlig vind på den sydlige halvkugle (dog som nævnt kun til de subtropiske konvergenszoner ved 30° n.br. og 30° s.br. For vinde på den øvrige del af halvkuglerne se Vestenvindsbæltet og de polare østenvinde). Denne effekt kaldes corioliseffekten.

## Etymologi
Ordets første led, Passat, kommer formentligt fra nederlandsk pasaat, der betyder gennemgang, eller at passere.

## I søfarten
Skibe benytter typisk passatvinden til at passere oceanerne fra øst mod vest for at udnytte vindstrømmene til sejlads, eller for at spare brændstof.